# Marco Fatuzzo
Marco Fatuzzo (Siracusa, 18 maggio 1945) è un politico italiano.

## Biografia
Dal 1994 al 1998 è stato sindaco di Siracusa a capo di una giunta di centro-sinistra. Ricandidato a sindaco nel 1998, appoggiato da Rinnovamento Italiano, La Rete e una lista civica, ottiene il 22,7%, senza accedere al ballottaggio. Si candida nuovamente a sindaco di Siracusa alle elezioni anticipate del novembre 1999, appoggiato da I Democratici e Comunisti Italiani, ottiene il 13,1% e non accede al ballottaggio.
Dal maggio del 1998 alla primavera 2002 è vicepresidente della Provincia di Siracusa nella giunta di centro-sinistra guidata da Bruno Marziano.